# Kensett (Arkansas)
Kensett – miasto w Stanach Zjednoczonych, w stanie Arkansas, w hrabstwie White.